# Resolução 63 do Conselho de Segurança das Nações Unidas
Resolução 63 do Conselho de Segurança das Nações Unidas, aprovada em 24 de dezembro de 1948, em resposta a um relatório da Comissão de Bons Ofícios o Conselho apelou para as partes cessarem as hostilidades e libertar o Presidente da República da Indonésia e de outros presos políticos detidos desde 18 de dezembro de 1948.
O Conselho ainda deu instruções a Comissão para apresentarem um relatório integralmente e com urgência por telégrafo sobre os eventos que ocorreram desde 12 de dezembro de 1948 e apresentar um relatório ao Conselho sobre o cumprimento das partes envolvidas às suas demandas.
Foi aprovada com 7 votos, com 4 abstenções da Bélgica, França, Ucrânia e a União Soviética.